# Gloria Grosso
Gloria Grosso (Colleferro, 9 aprile 1936) è una politica italiana.

## Biografia
Eletta alla Camera dei Deputati nel 1987 con la Federazione delle Liste Verdi in Lombardia. Nell'aprile del 1990 passa al Partito Socialista Democratico Italiano.